# Canals (Tarn-et-Garonne)
Canals é uma comuna francesa na região administrativa da Occitânia, no departamento de Tarn-et-Garonne. Estende-se por uma área de 7.35 km², e possui 775 habitantes, segundo o censo de 2018, com uma densidade de 110 hab/km².